# Epicatolaccus
Epicatolaccus is een geslacht van vliesvleugeligen uit de familie Pteromalidae. De wetenschappelijke naam van dit geslacht is voor het eerst geldig gepubliceerd in 1940 door Blanchard.

## Soorten
Het geslacht Epicatolaccus is monotypisch en omvat slechts de volgende soort:
- Epicatolaccus strobeliae Blanchard, 1940